# Солдатенко, Василий Григорьевич
Василий Григорьевич Солдатенко (11 февраля 1920, Лиховка, Екатеринославская губерния — 18 июня 1985, Минск) — старший радиотелеграфист штабной батареи 6-го артиллерийского полка, младший сержант. Герой Советского Союза.

## Биография
Родился 11 февраля 1920 год в селе Лиховка (ныне Пятихатского района Днепропетровской области). Украинец. 
Окончил неполную среднюю школу и школу фабрично-заводского ученичества. Работал машинистом электрокрана на заводе имени Дзержинского в Днепродзержинске. Член ВКП(б) с 1947 года.
В Красной армии с августа 1941 года. В действующей армии с декабря 1941 года. Воевал в составе Брянского, Центрального, Воронежского и 1-го Украинского фронтов. Участвовал в Воронежско-Ворошиловградской оборонительной, Воронежско-Касторненской наступательной операциях, Курской битве, Орловской и Черниговско-Припятской наступательных операциях.
6-й артиллерийский полк 74-й стрелковой дивизии 13-й армии Центрального фронта в сентябре 1943 года, продвигаясь к Днепру, дважды форсировал реку Десна. Старший радиотелеграфист штабной батареи младший сержант Солдатенко участвовал в боях по захвату плацдармов, поддерживал связь дивизионов полка со стрелковыми подразделениями.
21 сентября 1943 года дивизия вышла к Днепру и на следующий день начала его форсирование у села Комарин. Солдатенко, получив приказ установить связь с одним из полков на плацдарме, преодолел реку. Он всё время находился в боевых порядках пехоты, передавал данные артиллерийскому дивизиону, который огнём нанес врагу значительный урон в живой силе и технике. Когда связь была нарушена, младший сержант Солдатенко под огнём противника сумел её восстановить. Участвовал в отражении контратак противника.
Указом Президиума Верховного Совета СССР от 16 октября 1943 года за мужество, отвагу и героизм, младшему сержанту Солдатенко Василию Григорьевичу присвоено звание Героя Советского Союза с вручением ордена Ленина и медали «Золотая Звезда».
В дальнейшем участвовал в боях по освобождению Правобережной Украины и Польши.
В 1947 году В. Г. Солдатенко окончил Ленинградское военное училище связи, в 1956 году — Военную академию связи. Проходил службу в составе Центральной группы войск, Ленинградского и Белорусского военных округов. С 1969 года подполковник Солдатенко — в запасе. Жил в Минске.
Награждён орденами Ленина, Отечественной войны 1-й степени, Красной Звезды, медалью «За боевые заслуги», другими медалями.
Умер 18 июня 1985 года. В городе Днепродзержинск перед проходной металлургического комбината установлена мемориальная доска.